# Thượng úy

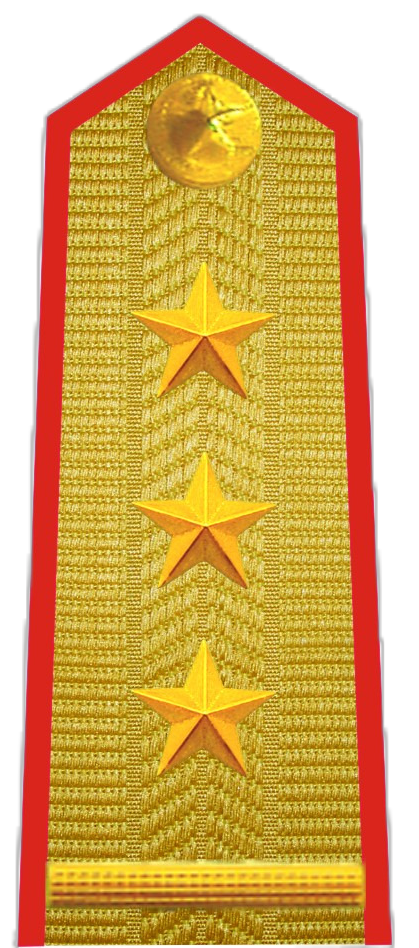
Thượng úy Quân đội nhân dân Việt Nam

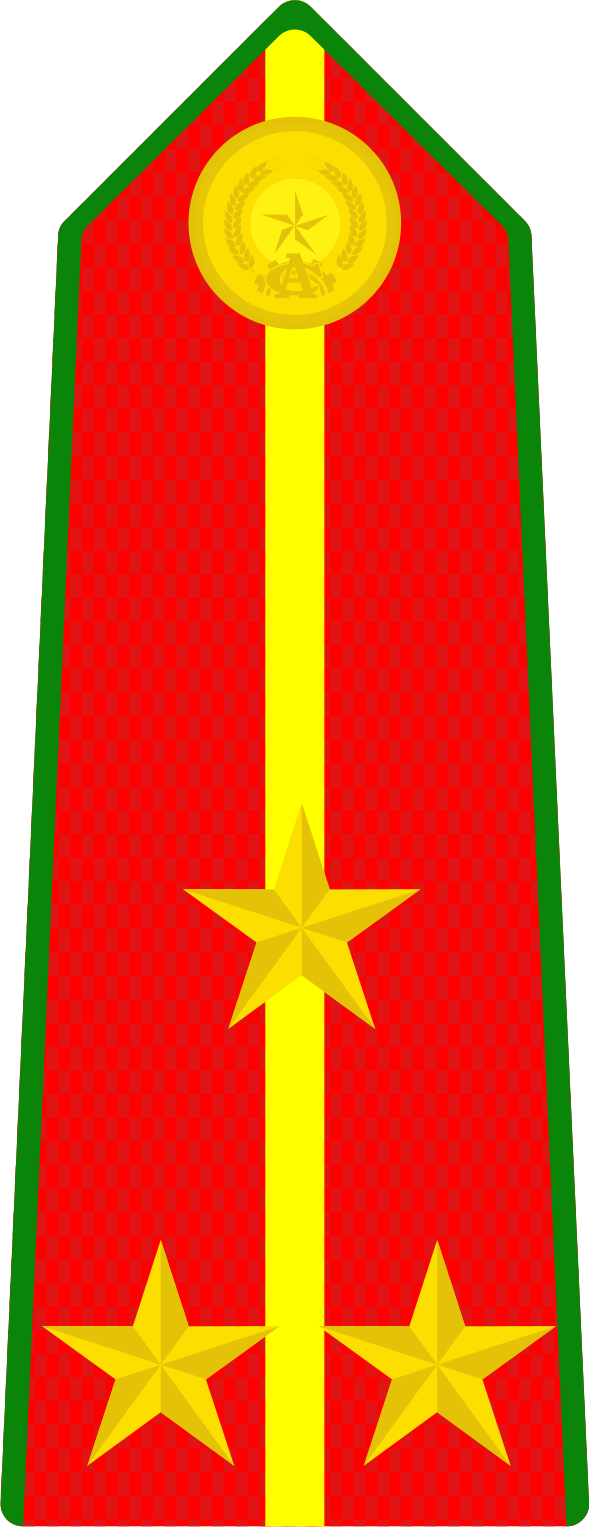
Thượng úy Công an nhân dân Việt Nam

Thượng úy là một danh xưng cấp bậc quân sự ở một số quốc gia. Cấp bậc này thường được dùng để chuyển ngữ cho cấp bậc trung gian trên cấp Trung úy và dưới cấp Đại úy.

## Từ nguyên
Danh xưng quân hàm Thượng úy (上尉) được sử dụng đầu tiên sau cuộc cải cách quân đội Trung Hoa Dân Quốc của Viên Thế Khải tháng 8 năm 1912. Hệ thống quân hàm quân đội Trung Hoa Dân quốc được thống nhất trên toàn quốc, cơ bản dựa trên hệ thống quân hàm của Bắc Dương quân nhưng có loại trừ những tàn tích của chế độ Bát kỳ Lục doanh. Theo đó, hệ thống quân hàm của Trung Hoa Dân quốc được phân thành 3 bậc 9 cấp, với 3 bậc Tướng, Hiệu, Úy; và 3 cấp Thượng, Trung, Thiếu. Cấp bậc Thượng úy là cấp bậc cao nhất trong ngạch sĩ quan sơ cấp (sĩ quan cấp Úy), tương đương với cấp bậc Đại úy ngày nay.

## Theo quốc gia

### Việt Nam
Trong hệ thống quân hàm đầu tiên của Quân đội Nhân dân Việt Nam năm 1946, cấp bậc Thượng úy chưa được đặt ra nên cấp Trung úy liền ngay cấp Đại úy. Mãi đến năm 1958, cấp bậc Thượng úy được hình thành, là cấp bậc trung gian giữa cấp Trung úy và Đại úy, tồn tại cho đến tận ngày nay.
Trong quy định về cấp chức vụ sĩ quan quân đội, quân hàm Thượng úy là quân hàm cao nhất dành cho sĩ quan chỉ huy ở cấp trung đội và có thể đảm nhiệm chức đại đội trưởng hoặc đại đội phó.
Cấp bậc Thượng úy không tồn tại trong hệ thống quân hàm của Quân lực Việt Nam Cộng hòa.

### Trung Hoa Dân quốc
Năm 1931, chính phủ cầm quyền Trung Hoa Quốc dân Đảng của Tưởng Giới Thạch xây dựng hệ thống quân hàm chính quy trong Quốc dân Cách mạng quân (nay là Trung Hoa Dân quốc Quốc quân). Hệ thống này kế thừa gần như hoàn toàn hệ thống danh xưng quân hàm cũ của chính phủ Bắc Dương, chỉ khác biệt về hệ thống cấp hiệu. Hệ thống quân hàm này vẫn còn tồn tại cho đến ngày nay chỉ có sự khác biệt về cấp hiệu. Cấp bậc Thượng úy (上尉, Shang wei) được xếp là cấp bậc cao nhất trong cấp bậc sĩ quan sơ cấp. Trong nhiều tài liệu tiếng Anh vẫn dịch cấp bậc này là "Captain", nên thường dễ gây nhầm lẫn trong chuyển ngữ tiếng Việt với cấp bậc Đại úy.

### Cộng hòa Nhân dân Trung Hoa
Năm 1955, Cộng hòa Nhân dân Trung Hoa ban bố quy định về hệ thống quân hàm chính quy của Giải phóng quân Nhân dân Trung Quốc. Theo đó, cấp bậc Thượng úy (上尉, Shang wei) là cấp bậc trung gian giữa cấp Trung úy (中尉, Zhong wei) và Đại úy (大尉, Da wei). Hệ thống quân hàm bị bãi bỏ trong cuộc Cách mạng Văn hóa nhưng sau đó được khôi phục lại. Tuy nhiên, cấp bậc Đại úy bị bãi bỏ và cấp Thượng úy trở thành cấp bậc cao nhất trong bậc sĩ quan cấp úy. Trong nhiều tài liệu tiếng Anh vẫn dịch cấp bậc này là "Captain" (cấp bậc Đại úy cũ được dịch là "Senior Captain"), nên thường dễ gây nhầm lẫn trong chuyển ngữ tiếng Việt với cấp bậc Đại úy.

### Cộng hòa Dân chủ Nhân dân Triều Tiên
Trong hệ thống quân hàm của Quân đội Nhân dân Triều Tiên, cấp bậc Thượng úy (상위, Sangwi) được đặt ra từ năm 1948, là cấp bậc trung gian giữa cấp Trung úy (중위, Chungwi) và Đại úy (대위, Taewi). Cấp bậc này vẫn tồn tại cho đến tận ngày nay. Trong nhiều tài liệu Anh ngữ, cấp bậc này thường được dịch là "Senior Lieutenant" để phân biệt với cấp bậc Đại úy (dịch là Captain).
Cấp bậc Thượng úy không tồn tại trong hệ thống quân hàm của Quân đội Hàn Quốc.

### Đức
Trong truyền thống Đức, cấp bậc Hauptmann là cấp bậc sĩ quan chỉ huy cao nhất trong ngạch sĩ quan sơ cấp (tương đương Đại úy), thường do một quý tộc đảm nhiệm. Thông thường, các Hauptmann sẽ bổ nhiệm một phụ tá cho mình, gọi là "Stabshauptmann" (đôi khi cũng gọi là "Stabskapitän"). Về mặt kỹ thuật, "Stabshauptmann" không phải là một cấp bậc chính thức, mà chỉ là một nhân viên trợ lý đơn thuần của Hauptmann. Tuy nhiên, trên thực tế, các "Stabshauptmann" thực sự là người thay mặt Hauptmann giữ vai trò chỉ huy đơn vị.
Sự đảo ngược về thứ hạng của "Hauptmann" và "Stabshauptmann" trong hệ thống quân hàm Đức ngày nay bắt nguồn từ sự thay đổi hệ thống cấp bậc quân sự của Reichswehr và sau đó là Wehrmacht. Theo đó, một cấp bậc có tiền tố "Stabs-" sẽ được xem là xếp trên cấp bậc không có tiền tố này. Vì vậy, "Stabshauptmann" được xếp trên cấp bậc "Hauptmann". Sự thay đổi này vẫn tồn tại cho đến ngày nay. Trong tài liệu tiếng Anh, cấp bậc "Stabshauptmann" được dịch là "Staff captain" và cấp bậc "Hauptmann" được dịch là "Captain". Tuy nhiên, trong tài liệu tiếng Việt, "Stabshauptmann" thường được dịch là "Đại úy" và "Hauptmann" được dịch là "Thượng úy".
Trong hệ thống quân hàm của Quân đội Nhân dân Quốc gia của Cộng hòa Dân chủ Đức, do ảnh hưởng của Liên Xô nên cấp bậc "Hauptmann" vẫn là cấp bậc cao nhất trong ngạch sĩ quan cấp úy. Thay vào đó, cấp bậc "Oberleutnant" được xem như là tương đương cấp bậc Thượng úy.

### Nga và Liên Xô
Hệ thống quân hàm nguyên thủy của Đế quốc Nga chịu ảnh hưởng khá nhiều của truyền thống Đức. Cấp bậc "Kapitan" (Капитан) được xem là tương đương "Hauptmann" và "Satbs-capitan" (Штабс-капитан) tương đương với "Stabshauptmann". Sau Cách mạng tháng 10, hệ thống quân hàm bị bãi bỏ. Tuy nhiên, năm 1935, Liên Xô thành lập lại hệ thống quân hàm. Cấp bậc "Kapitan" được tái lập và cấp bậc liền dưới là "Starshy leytenant" (Старший лейтенант) được xem là tương đương cấp bậc "Satbs-capitan" cũ, thường được dịch sang tiếng Việt là Thượng úy. Cấp bậc này vẫn tồn tại cho đến ngày nay trong Quân đội Nga, và ảnh hưởng đến hệ thống quân hàm các nước thuộc Liên Xô cũ và một số nước Đông Âu.